# Miguel Patiño Velázquez
Miguel Patiño Velázquez MSF (* 30. September 1938 in La Piedad; † 22. September 2019) war ein mexikanischer Ordensgeistlicher und römisch-katholischer Bischof von Apatzingán.

## Leben
Miguel Patiño Velázquez trat der Ordensgemeinschaft der Missionare von der Heiligen Familie bei und empfing am 16. Juni 1963 die Priesterweihe.
Papst Johannes Paul II. ernannte ihn am 9. April 1981 zum Bischof von Apatzingán. Der Apostolische Nuntius in Mexiko, Girolamo Prigione, spendete ihm am 21. Mai desselben Jahres die Bischofsweihe; Mitkonsekratoren waren José Fernández Arteaga, Bischof von Colima, und Victorino Alvarez Tena, Bischof von Celaya.
Papst Franziskus nahm am 17. November 2014 seinen altersbedingten Rücktritt an.
Miguel Patiño Velázquez war einer der Personen, die sich öffentlich gegen die organisierte Kriminalität Mexikos einsetzten. Er machte namentlich die Gruppierungen La Familia Michoacana, Los Zetas, Nueva Generación und Los Caballeros Templarios für Verkauf und Handel von Drogen, Schutzgelderpressung, Entführungen, Raubüberfälle und sonstige Erpressungen aller Art sowie Ermordung und Gewalt gegen Diözesanpriester dafür verantwortlich. Im Jahr vor seinem Rücktritt, 2013, dokumentierte er in seinem Bistum Apatzingán 920 Tote, 280 Überlebende, 42 Entführte, 238 Vermisste, 3000 vertriebene Familien und 1200 Beraubte ihres Landes.